# Глиссон, Фрэнсис
Фрэнсис Глиссон (англ. Francis Glisson; 14 октября 1597, Бристоль — 14 октября 1677, Лондон) — английский врач, анатом, профессор в Кембридже, один из самых выдающихся врачей первой половины XVII столетия.
Наиболее важны его заслуги и в области физиологии, особенно в учении о раздражимости как об одном из основных свойств всех предметов в природе реагировать на раздражение. Своим сочинением о рахитизме (Лондон, 1660) он обратил особое внимание врачей на болезни детского возраста.
Глиссон первым описал рахит (1650) и изучил строение печени (1654) и кишечника; его именем названа оболочка, покрывающая печень (глиссонова капсула или капсула Глиссона), первым описал сфинктер, впоследствии названный сфинктером Одди.